# إدارة الطاقة لمعالجة مياه الصرف البلدية
تطبق إدارة الطاقة في قطاع مياه الصرف مفهوم الإدارة المستدامة على الطاقة المعنية بمعالجة مياه الصرف. عادة ما تكون الطاقة المستخدمة من قبل قطاع مياه الصرف هي الجزء الأكبر من الطاقة التي تستهلكها مرافق المياه والصرف الصحي في المناطق الحضرية. إن ارتفاع تكاليف الكهرباء والمساهمة في انبعاثات الغازات الدفيئة في قطاع الطاقة والحاجة المتزايدة للتخفيف من ظاهرة الاحتباس الحراري، تدفع مرافق مياه الصرف الصحي إلى إعادة التفكير في إدارة الطاقة لديها واعتماد تكنولوجيات وعمليات أكثر كفاءة في استخدام الطاقة والاستثمار في توليد الطاقة المتجددة في الموقع.

## الأهمية
تعد معالجة مياه الصرف الصحي في المدينة عادةً عملية شديدة الاستهلاك للطاقة، من بين خدمات المياه والصرف الصحي في المدينة.
صُممت محطات معالجة مياه الصرف الصحي لرفع جودة مياه الصرف الصحي المتدفقة إلى مستوى محدد قبل إطلاقها إلى المسطحات المائية، دون قلق حقيقي بشأن استهلاك وحدات المعالجة في المحطة للطاقة. تلعب هذه المرافق دورًا مهمًا في حماية أنظمة المياه، وكذلك في حماية صحة الإنسان، ومنع تصريف المُمرضات الموجودة عادةً في مياه الصرف الصحي البلدية. رغم دور مرافق الصرف الصحي الرئيسي، إلا أنه لا يمكن تجاهل استهلاك الطاقة بعد الآن بسبب مساهمتها في انبعاثات غازات الدفيئة، والحاجة إلى تقليل الانبعاثات للتخفيف من ظاهرة الاحتباس الحراري، على النحو المنصوص عليه في اتفاقية كيوتو في عام 1997، وفي اتفاقية باريس مؤخرًا. ثمة عدم يقين بشأن تكاليف الطاقة علاوة على ذلك. قد تؤدي الزيادة في معدل الطاقة إلى زيادة الميزانية التشغيلية للبلدية، وبالتالي زيادة معدلات الخدمة للمستهلكين، نظرًا لأن تكاليف الطاقة لمرافق مياه الصرف الصحي تمثل ثاني أعلى تكلفة بعد العمالة.
يعد استثمار قطاع الصرف الصحي في استراتيجيات الحد من الطلب على الطاقة من الشبكة، بغرض التخفيف من التكاليف وانبعاثات غازات الاحتباس الحراري أمرًا هامًا.

## التحديات العالمية
يعد كل من النمو السكاني، والتحضر، والتغير المناخي، وزيادة الطلب على الموارد الطبيعية، من التحديات المستقبلية الكبيرة لقطاع الصرف الصحي في المناطق الحضرية.

### النمو السكاني والتحضر
من المتوقع نمو عدد سكان العالم والكثافة السكانية في المستوطنات الحضرية بنسبة 32% و66% على التوالي، بحلول عام 2050.. من المتوقع أن تفضي الزيادة السكانية إلى زيادة حجم مياه الصرف الصحي وحمأة الصرف الصحي اللتان تتطلبان المعالجة. يعد تطوير مرافق مياه الصرف الصحي وشبكات التجميع الحالية ضرورةً للتعامل مع زيادة حجم مياه المجاري وحمأة الصرف الصحي، حتى يمكن جمع الحجم الإضافي المتوقع وتخزينه ومعالجته.
تؤدي الزيادة في الحجم بالتالي إلى ارتفاع تكاليف الاستثمار المستقبلية لقطاع بمعدل استرداد تكاليف منخفض. ثمة علاوة على ذلك، علاقة مباشرة بين حجم مياه الصرف الصحي المعالجة واستهلاك محطة معالجة مياه الصرف الصحي للطاقة، كما أوضح ميزوتا، ومن ثم، فمن المتوقع أن يرتفع الطلب على الطاقة مع تحديث مرافق الصرف الصحي الحالية وبناء مرافق جديدة لمواكبة الزيادة السكانية المستقبلية.

### التغير المناخي
تضاعفت تقريبًا انبعاثات غازات الدفيئة من الأنشطة البشرية بين عامي 1970 و2010. تعد الزيادة في غازات الدفيئة مسؤولة عن التغيرات المناخية، والتي تسببت في تأثيرات على النظم الطبيعية في جميع القارات والمحيطات. أثر تغير المناخ على دورة المياه بالأخص، مما زاد من كثافة هطول الأمطار وتقلبه، وبالتالي زاد من مخاطر الفيضانات والجفاف في العديد من المناطق.
كان للتغييرات التي أثرت على دورة المياه تأثيرات كبيرة على النظم البيئية المائية، مما أدى إلى زيادة الضغوطات التي تؤثر أساسًا على هذه النظم وتفاقمها. يمثل تدفق المغذيات أحد عوامل الإجهاد، إذ من المتوقع حدوث زيادة كبيرة في العناصر الغذائية التي تدخل النظم الإيكولوجية المائية مع التغيير في أنماط هطول الأمطار، بسبب زيادة ظواهر التعرية وتدفقات أنظمة الصرف الصحي المتكررة. بالنظر إلى قيام محطات معالجة مياه الصرف الصحي بتصريف مياه المجاري المعالجة في النظم البيئية المائية، فإن تدفق المغذيات المستهدف لهذه النظم البيئية يؤثر على مستوى المعالجة الواجبة على محطة معالجة مياه الصرف الصحي لمياه المجاري قبل السماح بتصريفها. تجبر المستويات العالية من المغذيات في المسطحات المائية المستقبلة، محطات معالجة مياه الصرف الصحي على إزالة شديدة الصعوبة للعناصر الغذائية من مياه الصرف قبل التخلص منها. من المرجح استخدام معايير مستقبلية للملوثات غير المنظمة حاليًا، إضافةً إلى حدود التصريف شديدة الصرامة. قد يؤدي الجمع بين الحدود شديدة الصرامة ومتطلبات المعالجة الجديدة إلى زيادة الطلب الكبير بالفعل على الطاقة لهذه المرافق.
يزيد النمو السكاني والتغير المناخي من احتياجات مرافق الصرف الصحي من الطاقة. يستمر قطاع مياه الصرف الصحي باعتماده بشكل كبير على مصادر الطاقة القائمة على الوقود الأحفوري، باعتباره المصدر الأكثر انتشارًا للطاقة، إذ يوفر أكثر من نصف احتياجات الطاقة العالمية.
تُؤمن الكهرباء من شبكة الكهرباء، بينما يُستخدم الغاز والديزل بشكل عام في الموقع للتدفئة وتشغيل المولدات الاحتياطية. يجعل الاستهلاك العالي لطاقة الوقود الأحفوري من قطاع مياه الصرف الصحي مساهماً غير مباشر في انبعاثات غازات الدفيئة لأن الوقود الأحفوري هو أحد أكبر بواعث غازات الاحتباس الحراري، إذ يساهم في 65% من انبعاثات ثاني أكسيد الكربون على مستوى العالم.

### استعادة الموارد
يجبر الضغط من أجل تقليل انبعاثات غازات الدفيئة للتخفيف من تغير المناخ وكذلك الطلب المتزايد على الموارد الطبيعية قطاع الصرف الصحي، على تطوير ممارسات مبتكرة وأكثر كفاءة للعمل. تحتوي مياه الصرف الصحي على الطاقة والمغذيات والموارد العضوية وغير العضوية الأخرى، التي يمكن استعادتها بنجاح واستخدامها في مجموعة واسعة من التطبيقات. يمكن استعادة الطاقة على شكل غاز حيوي وحرارة.
الغاز الحيوي مصدر للطاقة، ويتمتع بمجموعة واسعة من الاستخدامات، في حين أثبتت الحرارة قيمتها في تطبيقات التدفئة والتبريد في المباني. يعد الفوسفات من بين العناصر الغذائية التي يمكن استردادها، وذلك على شكل ستروفايت للأسمدة، وهو تطبيق مهم للغاية لأن موارد الفوسفات محدودة وقابلة للنضوب. لحمأة الصرف الصحي المسمد تطبيقات في البيئة الزراعية والحدائق الحضرية كتعديل للتربة.
يمكن إعادة استخدام النفايات السائلة- إلى جانب الطاقة والمغذيات- من محطات معالجة مياه الصرف الصحي كمياه ري عالية الجودة في كل من التطبيقات الزراعية والبيئية. تعد إعادة استخدام المياه المعالجة ذات قيمة خاصة في البلدان ذات الأمطار المحدودة أو فترات الجفاف الطويلة. تغير كل هذه الاحتمالات رؤية إدارة مياه الصرف الصحي ودور محطات معالجة مياه الصرف الصحي. تمتلك محطات معالجة مياه الصرف الصحي القدرة على معالجة مياه الصرف الصحي وأن تصبح أيضًا منشآت لاستعادة الموارد.